# ロスキレ・フィヨルド
座標: 北緯55度50分00秒 東経12度02分50秒 / 北緯55.83333度 東経12.04722度

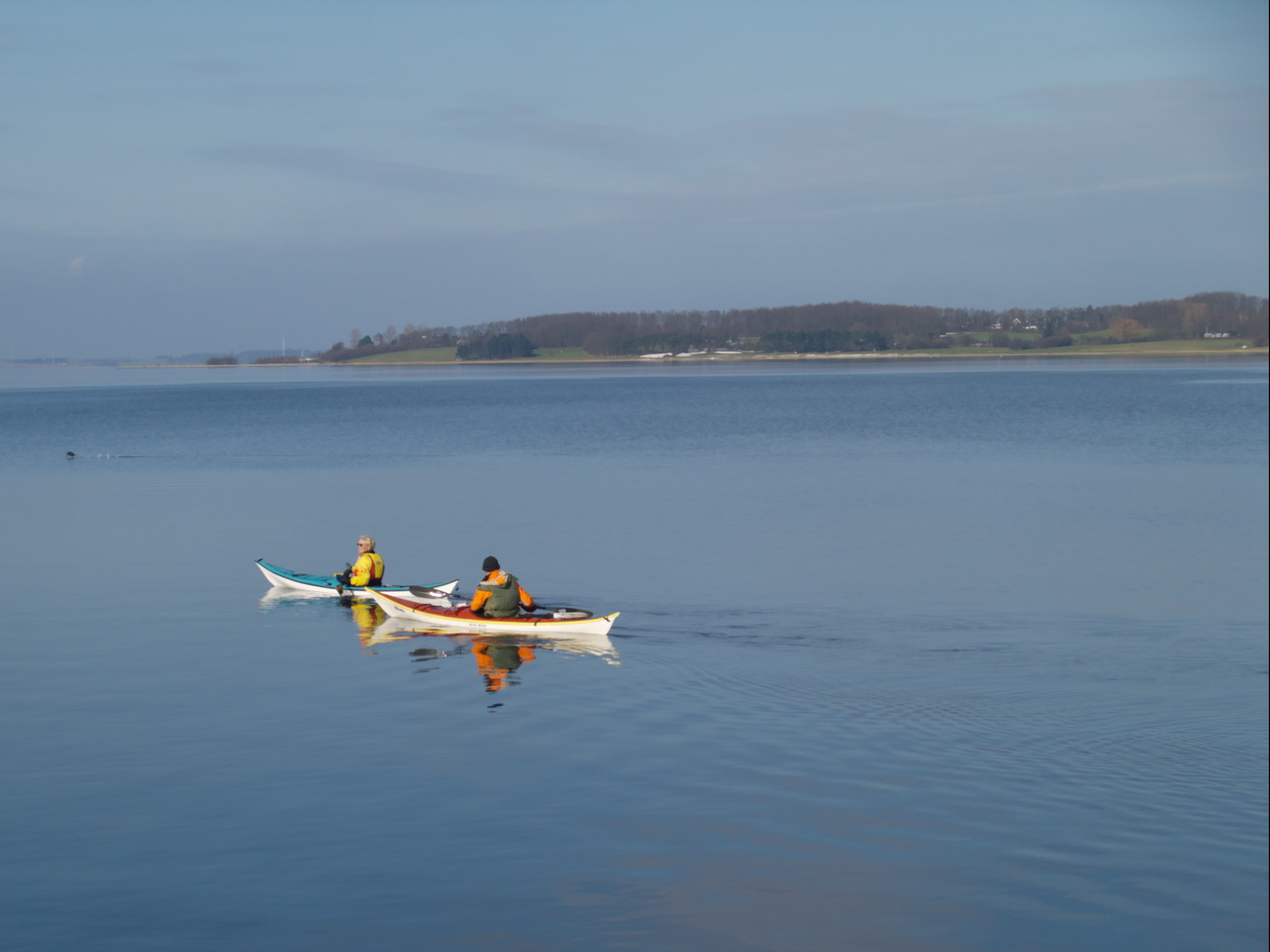
ロスキレ・フィヨルド

ロスキレ・フィヨルド(Roskilde Fjord)はデンマーク・シェラン島北部にある湾（フィヨルド）。主に南北方向に伸びており、イス・フィヨルドを通じて、カテガット海峡と結ばれている。西側はHorns Herred半島となっている。面した主な町としては湾奥にロスキレがあり、途中にフレデリクススンドがある。長さは約40kmで、デンマークのフィヨルドでは最も長い部類に入る。